# Bruine kwartel
De bruine kwartel (Synoicus ypsilophorus synoniem: Coturnix ypsilophora) is een vogel uit de familie fazantachtigen (Phasianidae). De wetenschappelijke naam van de soort is voor het eerst geldig gepubliceerd in 1792 door Louis-Augustin Bosc d'Antic.

## Voorkomen
Deze soort is wijdverbreid in Australazië. Er zijn negen ondersoorten:
- S. y. ypsilophorus Bosc, 1792 (Tasmanië)
- S. y. raaltenii (Müller, S, 1842) (Flores, Timor, Kleine Soenda-eilanden) (eerbetoon aan de tekenaar Gerrit van Raalten)
- S. y. pallidior (Hartert, 1897) (Soemba, Kleine Soenda-eilanden)
- S. y. saturatior (Hartert, 1930) (noorden van Nieuw-Guinea)
- S. y. dogwa (Mayr & Rand, 1935) (zuiden van Nieuw-Guinea)
- S. y. plumbea (Salvadori, 1894) (noordoosten van Nieuw-Guinea)
- S. y. monticola (Mayr & Rand, 1935) (Hooggebergte van Nieuw-Guinea)
- S. y. mafulu (Mayr & Rand, 1935) (Hoog- en Middelgebergte van Nieuw-Guinea)
- S. y. australis (Latham, 1802) (Australië)

## Beschermingsstatus
Op de Rode Lijst van de IUCN heeft de soort de status niet bedreigd.